# Dorocordulia
Genre
Dorocordulia est un genre de libellules de la famille des Corduliidae (sous-ordre des Anisoptères, ordre des Odonates).

## Description
Les deux espèces du genre Dorocordulia possèdent un corps brun foncé, un thorax poilu et un abdomen foncé avec des reflets verts métalliques.

## Liste des espèces
Selon GBIF (1er novembre 2023) :
- Dorocordulia lepida (Hagen, 1871)
- Dorocordulia libera (Selys, 1871) - espèce type

## Systématique
Le nom valide complet (avec auteur) de ce taxon est Dorocordulia Needham, 1901,. L'espèce type de ce genre est Dorocordulia libera.

## Publication originale
- (en) James G. Needham et Cornelius Betten, « Aquatic insects in the Adirondacks », Bulletin / New York State Museum, Auckland, vol. 9, no 47,‎ septembre 1901, p. 383-612 (ISSN 1066-8039, OCLC 1476644, BNF 42157714, lire en ligne).